# Ondřej Paulini
Ondřej Paulini ml. (též Andrzej Paulini, Andreas Paulini; asi 1765, Nižná Slaná – 29. října 1829, Bílsko) byl evangelický duchovní, působící ve Slezsku a na Moravě.
V letech 1791–1795 studoval filozofii a teologii v Jeně. Po studiích vypomáhal deset let svému otci Ondřeji Paulinimu st. v evangelickém sboru v Bystřici na Těšínsku. Roku 1805 se tam stal pastorem. Od roku 1811 zastával úřad seniora evangelických sborů a dozorce evangelických škol v Rakouském Slezsku; od února 1827 pak úřad moravskoslezského superintendenta evangelické církve augsburského vyznání. V létě 1828 pobýval 5 týdnů v lázních. O rok později zemřel.
Je autorem první polské katechizační příručky pro výuku náboženství ve Slezsku nazvané Nauka ewangelii Chrystusowey (1818), která byla používána v evangelických školách až do konce 19. století; má racionalistický charakter.
Jeho otec Ondřej Paulini st. († 1805), bratr Josef Paulini († 1806) a švagr Jan Kłapsia († 1805) byli rovněž evangelickými duchovními.